# Peter MacNicol

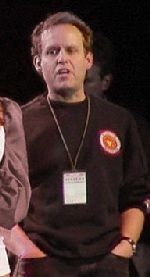
Peter MacNicol (2001)

Peter MacNicol (* 10. April 1954 in Dallas, Texas) ist ein US-amerikanischer Schauspieler und Regisseur.

## Biografie
Peter MacNicol wuchs in Minneapolis auf. Bereits mit neun Jahren begann er, Theater zu spielen, und wechselte später zu Broadway-Produktionen. Er studierte an der Universität von Minnesota.
1981 spielte er die Hauptrolle in dem Fantasyfilm Der Drachentöter und wurde von vielen Kritikern als ein vielversprechender Schauspieler eingeschätzt. Ein Jahr später verkörperte er den jungen Schriftsteller Stingo in der von Alan J. Pakula gedrehten Adaption von William Styrons Sophies Entscheidung. Danach konzentrierte er sich wieder auf seine Bühnenkarriere und kehrte erst 1987 in Heat auf die Leinwand zurück.
Es folgten Rollen in verschiedenen Produktionen: 1989 spielte er in Ghostbusters II den kauzigen Restaurator Dr. Janosz Poha. 1992 hatte er neben Steve Martin und Goldie Hawn einen kleinen Auftritt in Housesitter, und ein Jahr später verkörperte er in Die Addams Family in verrückter Tradition den überdrehten Feriencampleiter Gary Granger, der sich mit den Addams-Kindern Pugsley und Wednesday auseinandersetzen muss. Ab 1994 spielte er in der Krankenhausserie Chicago Hope die Rolle des Alan Birch, für die er mit dem Q Award ausgezeichnet wurde. Aus dieser Serie ließ er sich herausschreiben, um sich mehr in der Serie Ally McBeal engagieren zu können: Die von ihm in Chicago Hope dargestellte Figur Alan Birch wird erschossen.
Nach seinen Auftritten in Mel Brooks’ Dracula – Tot aber glücklich als Draculas trotteliger Helfer Renfield und in Bean – Der ultimative Katastrophenfilm neben Rowan Atkinson als überforderter Gastgeber von Mr. Bean stand er ab 1997 als exzentrischer Anwalt John Cage für die Serie Ally McBeal neben Calista Flockhart vor der Kamera, bei der er sich bei einigen Folgen ebenso wie bei der Serie Boston Public auch als Regisseur betätigte. Bis 2010 spielte er in der Krimiserie Numbers den theoretischen Physiker und Kosmologen Dr. Larry Fleinhardt. Außerdem war er als Stabschef Thomas „Tom“ Lennox in der sechsten Staffel der amerikanischen Actionserie 24 zu sehen.
1986 heiratete er Marsue Cumming, die eine gemeinnützige Organisation gründete, um Kindern in Los Angeles zu helfen.

## Filmografie (Auswahl)
- 1981: Der Drachentöter (Dragonslayer)
- 1982: Sophies Entscheidung (Sophie’s Choice)
- 1986: Heat – Nick, der Killer (Heat)
- 1989: Ghostbusters II
- 1990: Condition Red (By Dawn´s Early Light)
- 1991: Der Mann meiner Frau (Hard Promise)
- 1992: Housesitter – Lügen haben schöne Beine (HouseSitter)
- 1993: Die Addams Family in verrückter Tradition (Addams Family Values)
- 1993: Cheers (Fernsehserie, Folge 11x20)
- 1994: Visitors – Besucher aus einer anderen Welt (Roswell)
- 1994–1998: Chicago Hope – Endstation Hoffnung (Chicago Hope, Fernsehserie, 30 Folgen)
- 1995: Dracula – Tot aber glücklich (Dracula: Dead and Loving it)
- 1996: Nichts als Trouble mit den Frauen (Mojave Moon)
- 1997: Bean – Der ultimative Katastrophenfilm (Bean)
- 1997–2002: Ally McBeal (Fernsehserie, 98 Folgen)
- 1999: Die Windel-Gang (Baby Geniuses)
- 2001: Disneys Große Pause: Die geheime Mission (Recess: School’s Out)
- 2004: Breakin’ All the Rules
- 2005–2010: Numbers – Die Logik des Verbrechens (NUMB3RS, Fernsehserie, 92 Folgen)
- 2006: Boston Legal (Fernsehserie, Folge 2x23)
- 2007: 24 (Fernsehserie, 24 Folgen)
- 2010–2011: Grey’s Anatomy (Fernsehserie, 7 Folgen)
- 2012: Battleship
- 2012: Game Change – Der Sarah-Palin-Effekt (Game Change)
- 2013, 2015: Marvel’s Agents of S.H.I.E.L.D. (Fernsehserie, 2 Folgen)
- 2015: CSI: Cyber (Fernsehserie, 13 Folgen)
- 2016–2019: Veep – Die Vizepräsidentin (Veep, Fernsehserie, 9 Folgen)
- 2018: The Big Bang Theory (Fernsehserie, Folge 11x20)
- 2019: Eine Reihe betrüblicher Ereignisse (A Series of Unfortunate Events, Fernsehserie, Folge 3x07)
- 2020–2021: All Rise – Die Richterin (All Rise, Fernsehserie, 9 Folgen)

## Videospiele
- 2015: Batman: Arkham Knight (Jervis Tetch / Mad Hatter Synchronisation)
- 2013: Batman: Arkham Origins (Mad Hatter Synchronisation)
- 2011: Batman: Arkham City (Jervis Tetch / Mad Hatter Synchronisation)
- 2008: Harvey Birdman: Attorney at Law (X the Eliminator Synchronisation)

## Auszeichnungen
Emmy
- 1999 und 2000: nominiert als bester Nebendarsteller in einer Comedy-Serie.
- 2001: gewonnen als bester Nebendarsteller in einer Comedy-Serie für Ally McBeal.

Golden Satellite Award
- 2003: vorgeschlagen als bester Nebendarsteller in einer Serie für Ally McBeal.

Screen Actors Guild Award
- 1999 bis 2001: nominiert für seine Rolle in Ally McBeal.

Q Award
- 1995: gewonnen als bester Nebendarsteller in einer Qualitäts-Dramaserie für Chicago Hope.
- 1999: gewonnen bei den „Viewers for Quality Television Awards“ als bester Nebendarsteller in einer Qualitäts-Comedyserie für Ally McBeal.

Für seine Rolle in Ally McBeal war er auch 1998 und 2000 nominiert worden.
2016 wurde MacNicol für seine Rolle in der Comedy-Serie Veep – Die Vizepräsidentin für einen Emmy als bester Gastdarsteller in einer Comedyserie nominiert. Die Nominierung wurde jedoch später von der Academy of Television Arts & Sciences widerrufen, da sich herausstellte, dass er die Kriterien für eine Nominierung in dieser Kategorie nicht erfüllte. Diese fordern Auftritte in weniger als 50 % der Folgen, MacNicol trat jedoch in fünf von zehn Folgen und damit in genau der Hälfte der Staffel auf.